# Vallei Volleybal Prins 2017-2018
Questa voce raccoglie le informazioni riguardanti il Vallei Volleybal Prins nelle competizioni ufficiali della stagione 2017-2018.

## Organigramma societario
Area direttiva
- Presidente: ?

Area tecnica
- Allenatore: Ivo Martinovic

## Rosa
| N° | Nome              | Ruolo | Data di nascita   | Nazionalità sportiva |
| -- | ----------------- | ----- | ----------------- | -------------------- |
| 1  | Dicky Kottink     | P     | 20 novembre 1994  | Paesi Bassi          |
| 2  | Jesse Kling       | P     | 16 ottobre 1994   | Paesi Bassi          |
| 3  | Aart Kooiman      | C     | 29 settembre 1990 | Paesi Bassi          |
| 4  | Joris Zwanenburg  | S     | 13 settembre 1995 | Paesi Bassi          |
| 5  | Niek Smulders     | O     | -                 | Paesi Bassi          |
| 6  | Peter Ogink       | S     | 19 marzo 1993     | Paesi Bassi          |
| 7  | Rik from Solkema  | O     | 11 giugno 1999    | Paesi Bassi          |
| 8  | Wouter van de Ven | S     | -                 | Paesi Bassi          |
| 9  | Mario Wijsman     | C     | 15 giugno 1989    | Paesi Bassi          |
| 10 | Steven Ottevanger | L     | 7 gennaio 1995    | Paesi Bassi          |
| 11 | Jeffrey van Wijk  | S     | 24 febbraio 1993  | Paesi Bassi          |
| 15 | Tom Koops         | L     | 10 dicembre 2000  | Paesi Bassi          |